# Nicias (geslacht)
Nicias is een kevergeslacht uit de familie van de boktorren (Cerambycidae). De wetenschappelijke naam van het geslacht werd voor het eerst geldig gepubliceerd in 1857 door Thomson.

## Soorten
Nicias is monotypisch en omvat slechts de volgende soort:
- Nicias alurnoides (Thomson, 1857)